# Voleibol nos Jogos Olímpicos de Verão de 2020 - Masculino
O torneio masculino de voleibol nos Jogos Olímpicos de Verão de 2020 foi realizado entre 24 de julho e 7 de agosto de 2021, com todos as partidas sendo disputadas na Ariake Arena, em Tóquio.
Originalmente programado para ser realizado em 2020, em 24 de março de 2020 as Olimpíadas foram adiadas para 2021 devido à pandemia de COVID-19. Pela mesma razão as partidas foram realizadas com os portões fechados.

## Medalhistas
|  | FRA França |  | ROC |  | ARG Argentina |
|  | Barthélémy Chinenyeze Jenia Grebennikov Jean Patry Benjamin Toniutti Kévin Tillie Earvin N'Gapeth Antoine Brizard Stephen Boyer Nicolas Le Goff Daryl Bultor Trévor Clévenot Yacine Louati |  | Yaroslav Podlesnykh Artem Volvich Dmitry Volkov Ivan Iakovlev Denis Bogdan Pavel Pankov Viktor Poletaev Maxim Mikhaylov Egor Kliuka Ilyas Kurkaev Igor Kobzar Valentin Golubev |  | Matías Sánchez Federico Pereyra Cristian Poglajen Facundo Conte Agustín Loser Santiago Danani Sebastián Solé Bruno Lima Ezequiel Palacios Luciano De Cecco Nicolás Méndez Martín Ramos |

## Calendário
| FG | Fase de grupos | QF | Quartas de final | SF | Semifinal | B | Disputa pelo bronze | F | Final |

| DataEvento        | 24 jul | 25 jul | 26 jul | 27 jul | 28 jul | 29 jul | 30 jul | 31 jul | 1 ago | 2 ago | 3 ago | 4 ago | 5 ago | 5 ago | 6 ago | 6 ago | 7 ago | 7 ago | 8 ago | 8 ago |
| ----------------- | ------ | ------ | ------ | ------ | ------ | ------ | ------ | ------ | ----- | ----- | ----- | ----- | ----- | ----- | ----- | ----- | ----- | ----- | ----- | ----- |
| Torneio masculino | FG     |        | FG     |        | FG     |        | FG     |        | FG    |       | QF    |       | SF    | SF    |       |       | B     | F     |       |       |

## Qualificação
Doze equipes se classificaram para o torneio masculino de voleibol:
| Método                       | Método                       | Data                     | Local           | Vagas | Classificado   |
| ---------------------------- | ---------------------------- | ------------------------ | --------------- | ----- | -------------- |
| País-sede                    | País-sede                    | —                        | —               | 1     | Japão          |
| Pré-Olímpico Mundial         | Grupo A                      | 9–11 de agosto de 2019   | Varna           | 1     | Brasil         |
| Pré-Olímpico Mundial         | Grupo B                      | 9–11 de agosto de 2019   | Roterdã         | 1     | Estados Unidos |
| Pré-Olímpico Mundial         | Grupo C                      | 9–11 de agosto de 2019   | Bari            | 1     | Itália         |
| Pré-Olímpico Mundial         | Grupo D                      | 9–11 de agosto de 2019   | Gdańsk–Sopot    | 1     | Polônia        |
| Pré-Olímpico Mundial         | Grupo E                      | 9–11 de agosto de 2019   | São Petersburgo | 1     | Rússia         |
| Pré-Olímpico Mundial         | Grupo F                      | 9–11 de agosto de 2019   | Ningbo          | 1     | Argentina      |
| Pré-Olímpico Europeu         | Pré-Olímpico Europeu         | 5–10 de janeiro de 2020  | Berlim          | 1     | França         |
| Pré-Olímpico Asiático        | Pré-Olímpico Asiático        | 7–12 de janeiro de 2020  | Jiangmen        | 1     | Irã            |
| Pré-Olímpico Africano        | Pré-Olímpico Africano        | 7–11 de janeiro de 2020  | Cairo           | 1     | Tunísia        |
| Pré-Olímpico Sul-Americano   | Pré-Olímpico Sul-Americano   | 10–12 de janeiro de 2020 | Mostazal        | 1     | Venezuela      |
| Pré-Olímpico Norte-Americano | Pré-Olímpico Norte-Americano | 10–12 de janeiro de 2020 | Vancouver       | 1     | Canadá         |
| Total                        | Total                        | Total                    | Total           | 12    |                |

- Notas:

1. ↑  A Rússia não pode competir usando seu nome e bandeira devido a uma sanção imposta pelo Comitê Olímpico Internacional por violações de doping.[7]

## Formato
A competição se iniciou com uma fase preliminar onde as doze equipes foram divididas em dois grupos de seis equipes cada e todos do grupo se enfrentam. As quatro equipes mais bem classificadas em cada grupo avançam para a fase eliminatória, que segue o formato de eliminação única. Os vencedores das quartas de final avançam para as semifinais e os perdedores são eliminados. Os vencedores das semifinais disputam a medalha de ouro e os perdedores partem para a disputa da medalha de bronze.

## Composição dos grupos
A distribuição das equipes pelos grupos foi realizada pelo sistema de serpentina baseando-se na posição das equipes no ranking da Federação Internacional de Voleibol de 15 de outubro de 2019. Por ser o anfitrião, o Japão foi posicionado na primeira posição do grupo A.
| Grupo A           | Grupo B            |
| ----------------- | ------------------ |
| Japão (País-sede) | Brasil (1)         |
| Polônia (3)       | Estados Unidos (2) |
| Itália (4)        | ROC (5)            |
| Canadá (7)        | Argentina (6)      |
| Irã (8)           | França (9)         |
| Venezuela (36)    | Tunísia (22)       |

## Árbitros
Os seguintes árbitros foram selecionados para a competição.
- ARG Hernán Casamiquela
- BRA Paulo Turci
- CHN Liu Jiang
- DOM Denny Cespedes
- ESP Susana Rodríguez
- FRA Fabrice Collados
- ITA Daniele Rapisarda
- JPN Shin Muranaka
- JPN Sumie Myoi
- KOR Kang Joo-hee
- MEX Luis Macias
- POL Wojciech Maroszek
- RUS Evgeny Makshanov
- SRB Vladimir Simonović
- SVK Juraj Mokrý
- UAE Hamid Al-Rousi
- USA Patricia Rolf

## Fase de grupos
Na fase de grupos, as seleções jogaram entre si divididas em dois grupos de seis equipes cada. As quatro primeiras de cada grupo se classificam às quartas de final.
Todas as partidas seguem o fuso horário local (UTC+9).

### Critérios de classificação nos grupos
1. Número de vitórias;
2. Pontos ganhos;
3. Razão de sets;
4. Razão de pontos;
5. Resultado da última partida entre os times empatados.

- Placar de 3–0 ou 3–1: 3 pontos para o vencedor, nenhum para o perdedor;
- Placar de 3–2: 2 pontos para o vencedor, 1 para o perdedor.

|  | Equipes classificadas às quartas de final |

### Grupo A
|     |           |     | Jogos | Jogos | Jogos | Resultados | Resultados | Resultados | Resultados | Resultados | Resultados | Sets | Sets | Sets  | Pontos | Pontos | Pontos |
| Pos | Equipe    | Pts | T     | V     | D     | 3–0        | 3–1        | 3–2        | 2–3        | 1–3        | 0–3        | V    | P    | R     | V      | P      | R      |
| --- | --------- | --- | ----- | ----- | ----- | ---------- | ---------- | ---------- | ---------- | ---------- | ---------- | ---- | ---- | ----- | ------ | ------ | ------ |
| 1   | Polônia   | 13  | 5     | 4     | 1     | 3          | 1          | 0          | 1          | 0          | 0          | 14   | 4    | 3.500 | 435    | 365    | 1.192  |
| 2   | Itália    | 11  | 5     | 4     | 1     | 1          | 2          | 1          | 0          | 0          | 1          | 12   | 7    | 1.714 | 447    | 411    | 1.088  |
| 3   | Japão     | 8   | 5     | 3     | 2     | 1          | 1          | 1          | 0          | 1          | 1          | 10   | 9    | 1.111 | 437    | 433    | 1.009  |
| 4   | Canadá    | 7   | 5     | 2     | 3     | 2          | 0          | 0          | 1          | 1          | 1          | 9    | 9    | 1,000 | 396    | 387    | 1.023  |
| 5   | Irã       | 6   | 5     | 2     | 3     | 1          | 0          | 1          | 1          | 1          | 1          | 9    | 11   | 0.818 | 453    | 460    | 0.985  |
| 6   | Venezuela | 0   | 5     | 0     | 5     | 0          | 0          | 0          | 0          | 1          | 4          | 1    | 15   | 0.067 | 281    | 393    | 0.715  |

Fonte: Olympics.com e FIVB
| 24 de julho 09:00 Relatório: Relatório Estatísticas | Itália | 3–2   | Canadá | Ariake Arena, Tóquio Árbitro(s): RUS Evgeny Makshanov CHN Liu Jiang |
| 24 de julho 09:00 Relatório: Relatório Estatísticas | 26     | Set 1 | 28     | Ariake Arena, Tóquio Árbitro(s): RUS Evgeny Makshanov CHN Liu Jiang |
| 24 de julho 09:00 Relatório: Relatório Estatísticas | 18     | Set 2 | 25     | Ariake Arena, Tóquio Árbitro(s): RUS Evgeny Makshanov CHN Liu Jiang |
| 24 de julho 09:00 Relatório: Relatório Estatísticas | 25     | Set 3 | 21     | Ariake Arena, Tóquio Árbitro(s): RUS Evgeny Makshanov CHN Liu Jiang |
| 24 de julho 09:00 Relatório: Relatório Estatísticas | 25     | Set 4 | 18     | Ariake Arena, Tóquio Árbitro(s): RUS Evgeny Makshanov CHN Liu Jiang |
| 24 de julho 09:00 Relatório: Relatório Estatísticas | 15     | Set 5 | 11     | Ariake Arena, Tóquio Árbitro(s): RUS Evgeny Makshanov CHN Liu Jiang |

| 24 de julho 17:05 Relatório: Relatório Estatísticas | Japão | 3–0   | Venezuela | Ariake Arena, Tóquio Árbitro(s): MEX Luis Macias SRB Vladimir Simonović |
| 24 de julho 17:05 Relatório: Relatório Estatísticas | 25    | Set 1 | 21        | Ariake Arena, Tóquio Árbitro(s): MEX Luis Macias SRB Vladimir Simonović |
| 24 de julho 17:05 Relatório: Relatório Estatísticas | 25    | Set 2 | 20        | Ariake Arena, Tóquio Árbitro(s): MEX Luis Macias SRB Vladimir Simonović |
| 24 de julho 17:05 Relatório: Relatório Estatísticas | 25    | Set 3 | 15        | Ariake Arena, Tóquio Árbitro(s): MEX Luis Macias SRB Vladimir Simonović |
| 24 de julho 17:05 Relatório: Relatório Estatísticas | Set 4 |       |           | Ariake Arena, Tóquio Árbitro(s): MEX Luis Macias SRB Vladimir Simonović |
| 24 de julho 17:05 Relatório: Relatório Estatísticas | Set 5 |       |           | Ariake Arena, Tóquio Árbitro(s): MEX Luis Macias SRB Vladimir Simonović |

| 24 de julho 19:40 Relatório: Relatório Estatísticas | Polônia | 2–3   | Irã | Ariake Arena, Tóquio Árbitro(s): ITA Daniele Rapisarda SVK Juraj Mokrý |
| 24 de julho 19:40 Relatório: Relatório Estatísticas | 25      | Set 1 | 18  | Ariake Arena, Tóquio Árbitro(s): ITA Daniele Rapisarda SVK Juraj Mokrý |
| 24 de julho 19:40 Relatório: Relatório Estatísticas | 22      | Set 2 | 25  | Ariake Arena, Tóquio Árbitro(s): ITA Daniele Rapisarda SVK Juraj Mokrý |
| 24 de julho 19:40 Relatório: Relatório Estatísticas | 22      | Set 3 | 25  | Ariake Arena, Tóquio Árbitro(s): ITA Daniele Rapisarda SVK Juraj Mokrý |
| 24 de julho 19:40 Relatório: Relatório Estatísticas | 25      | Set 4 | 22  | Ariake Arena, Tóquio Árbitro(s): ITA Daniele Rapisarda SVK Juraj Mokrý |
| 24 de julho 19:40 Relatório: Relatório Estatísticas | 21      | Set 5 | 23  | Ariake Arena, Tóquio Árbitro(s): ITA Daniele Rapisarda SVK Juraj Mokrý |

| 26 de julho 09:00 Relatório: Relatório Estatísticas | Irã   | 3–0   | Venezuela | Ariake Arena, Tóquio Árbitro(s): ARG Hernán Casamiquela ESP Susana Rodríguez |
| 26 de julho 09:00 Relatório: Relatório Estatísticas | 25    | Set 1 | 17        | Ariake Arena, Tóquio Árbitro(s): ARG Hernán Casamiquela ESP Susana Rodríguez |
| 26 de julho 09:00 Relatório: Relatório Estatísticas | 25    | Set 2 | 20        | Ariake Arena, Tóquio Árbitro(s): ARG Hernán Casamiquela ESP Susana Rodríguez |
| 26 de julho 09:00 Relatório: Relatório Estatísticas | 25    | Set 3 | 18        | Ariake Arena, Tóquio Árbitro(s): ARG Hernán Casamiquela ESP Susana Rodríguez |
| 26 de julho 09:00 Relatório: Relatório Estatísticas | Set 4 |       |           | Ariake Arena, Tóquio Árbitro(s): ARG Hernán Casamiquela ESP Susana Rodríguez |
| 26 de julho 09:00 Relatório: Relatório Estatísticas | Set 5 |       |           | Ariake Arena, Tóquio Árbitro(s): ARG Hernán Casamiquela ESP Susana Rodríguez |

| 26 de julho 14:20 Relatório: Relatório Estatísticas | Polônia | 3–0   | Itália | Ariake Arena, Tóquio Árbitro(s): BRA Paulo Turci DOM Denny Cespedes |
| 26 de julho 14:20 Relatório: Relatório Estatísticas | 25      | Set 1 | 20     | Ariake Arena, Tóquio Árbitro(s): BRA Paulo Turci DOM Denny Cespedes |
| 26 de julho 14:20 Relatório: Relatório Estatísticas | 26      | Set 2 | 24     | Ariake Arena, Tóquio Árbitro(s): BRA Paulo Turci DOM Denny Cespedes |
| 26 de julho 14:20 Relatório: Relatório Estatísticas | 25      | Set 3 | 20     | Ariake Arena, Tóquio Árbitro(s): BRA Paulo Turci DOM Denny Cespedes |
| 26 de julho 14:20 Relatório: Relatório Estatísticas | Set 4   |       |        | Ariake Arena, Tóquio Árbitro(s): BRA Paulo Turci DOM Denny Cespedes |
| 26 de julho 14:20 Relatório: Relatório Estatísticas | Set 5   |       |        | Ariake Arena, Tóquio Árbitro(s): BRA Paulo Turci DOM Denny Cespedes |

| 26 de julho 19:40 Relatório: Relatório Estatísticas | Japão | 3–1   | Canadá | Ariake Arena, Tóquio Árbitro(s): ITA Daniele Rapisarda USA Patricia Rolf |
| 26 de julho 19:40 Relatório: Relatório Estatísticas | 23    | Set 1 | 25     | Ariake Arena, Tóquio Árbitro(s): ITA Daniele Rapisarda USA Patricia Rolf |
| 26 de julho 19:40 Relatório: Relatório Estatísticas | 25    | Set 2 | 23     | Ariake Arena, Tóquio Árbitro(s): ITA Daniele Rapisarda USA Patricia Rolf |
| 26 de julho 19:40 Relatório: Relatório Estatísticas | 25    | Set 3 | 23     | Ariake Arena, Tóquio Árbitro(s): ITA Daniele Rapisarda USA Patricia Rolf |
| 26 de julho 19:40 Relatório: Relatório Estatísticas | 25    | Set 4 | 20     | Ariake Arena, Tóquio Árbitro(s): ITA Daniele Rapisarda USA Patricia Rolf |
| 26 de julho 19:40 Relatório: Relatório Estatísticas | Set 5 |       |        | Ariake Arena, Tóquio Árbitro(s): ITA Daniele Rapisarda USA Patricia Rolf |

| 28 de julho 09:00 Relatório: Relatório Estatísticas | Canadá | 3–0   | Irã | Ariake Arena, Tóquio Árbitro(s): MEX Luis Macias BRA Paulo Turci |
| 28 de julho 09:00 Relatório: Relatório Estatísticas | 25     | Set 1 | 16  | Ariake Arena, Tóquio Árbitro(s): MEX Luis Macias BRA Paulo Turci |
| 28 de julho 09:00 Relatório: Relatório Estatísticas | 25     | Set 2 | 20  | Ariake Arena, Tóquio Árbitro(s): MEX Luis Macias BRA Paulo Turci |
| 28 de julho 09:00 Relatório: Relatório Estatísticas | 25     | Set 3 | 22  | Ariake Arena, Tóquio Árbitro(s): MEX Luis Macias BRA Paulo Turci |
| 28 de julho 09:00 Relatório: Relatório Estatísticas | Set 4  |       |     | Ariake Arena, Tóquio Árbitro(s): MEX Luis Macias BRA Paulo Turci |
| 28 de julho 09:00 Relatório: Relatório Estatísticas | Set 5  |       |     | Ariake Arena, Tóquio Árbitro(s): MEX Luis Macias BRA Paulo Turci |

| 28 de julho 17:15 Relatório: Relatório Estatísticas | Polônia | 3–1   | Venezuela | Ariake Arena, Tóquio Árbitro(s): UAE Hamid Al-Rousi JPN Shin Muranaka |
| 28 de julho 17:15 Relatório: Relatório Estatísticas | 25      | Set 1 | 16        | Ariake Arena, Tóquio Árbitro(s): UAE Hamid Al-Rousi JPN Shin Muranaka |
| 28 de julho 17:15 Relatório: Relatório Estatísticas | 25      | Set 2 | 13        | Ariake Arena, Tóquio Árbitro(s): UAE Hamid Al-Rousi JPN Shin Muranaka |
| 28 de julho 17:15 Relatório: Relatório Estatísticas | 18      | Set 3 | 25        | Ariake Arena, Tóquio Árbitro(s): UAE Hamid Al-Rousi JPN Shin Muranaka |
| 28 de julho 17:15 Relatório: Relatório Estatísticas | 25      | Set 4 | 15        | Ariake Arena, Tóquio Árbitro(s): UAE Hamid Al-Rousi JPN Shin Muranaka |
| 28 de julho 17:15 Relatório: Relatório Estatísticas | Set 5   |       |           | Ariake Arena, Tóquio Árbitro(s): UAE Hamid Al-Rousi JPN Shin Muranaka |

| 28 de julho 19:40 Relatório: Relatório Estatísticas | Japão | 1–3   | Itália | Ariake Arena, Tóquio Árbitro(s): SVK Juraj Mokrý FRA Fabrice Collados |
| 28 de julho 19:40 Relatório: Relatório Estatísticas | 20    | Set 1 | 25     | Ariake Arena, Tóquio Árbitro(s): SVK Juraj Mokrý FRA Fabrice Collados |
| 28 de julho 19:40 Relatório: Relatório Estatísticas | 17    | Set 2 | 25     | Ariake Arena, Tóquio Árbitro(s): SVK Juraj Mokrý FRA Fabrice Collados |
| 28 de julho 19:40 Relatório: Relatório Estatísticas | 25    | Set 3 | 23     | Ariake Arena, Tóquio Árbitro(s): SVK Juraj Mokrý FRA Fabrice Collados |
| 28 de julho 19:40 Relatório: Relatório Estatísticas | 21    | Set 4 | 25     | Ariake Arena, Tóquio Árbitro(s): SVK Juraj Mokrý FRA Fabrice Collados |
| 28 de julho 19:40 Relatório: Relatório Estatísticas | Set 5 |       |        | Ariake Arena, Tóquio Árbitro(s): SVK Juraj Mokrý FRA Fabrice Collados |

| 30 de julho 09:00 Relatório: Relatório Estatísticas | Canadá | 3–0   | Venezuela | Ariake Arena, Tóquio Árbitro(s): USA Patricia Rolf ESP Susana Rodríguez |
| 30 de julho 09:00 Relatório: Relatório Estatísticas | 25     | Set 1 | 13        | Ariake Arena, Tóquio Árbitro(s): USA Patricia Rolf ESP Susana Rodríguez |
| 30 de julho 09:00 Relatório: Relatório Estatísticas | 25     | Set 2 | 22        | Ariake Arena, Tóquio Árbitro(s): USA Patricia Rolf ESP Susana Rodríguez |
| 30 de julho 09:00 Relatório: Relatório Estatísticas | 25     | Set 3 | 12        | Ariake Arena, Tóquio Árbitro(s): USA Patricia Rolf ESP Susana Rodríguez |
| 30 de julho 09:00 Relatório: Relatório Estatísticas | Set 4  |       |           | Ariake Arena, Tóquio Árbitro(s): USA Patricia Rolf ESP Susana Rodríguez |
| 30 de julho 09:00 Relatório: Relatório Estatísticas | Set 5  |       |           | Ariake Arena, Tóquio Árbitro(s): USA Patricia Rolf ESP Susana Rodríguez |

| 30 de julho 14:20 Relatório: Relatório Estatísticas | Japão | 0–3   | Polônia | Ariake Arena, Tóquio Árbitro(s): ARG Hernán Casamiquela CHN Liu Jiang |
| 30 de julho 14:20 Relatório: Relatório Estatísticas | 22    | Set 1 | 25      | Ariake Arena, Tóquio Árbitro(s): ARG Hernán Casamiquela CHN Liu Jiang |
| 30 de julho 14:20 Relatório: Relatório Estatísticas | 21    | Set 2 | 25      | Ariake Arena, Tóquio Árbitro(s): ARG Hernán Casamiquela CHN Liu Jiang |
| 30 de julho 14:20 Relatório: Relatório Estatísticas | 24    | Set 3 | 26      | Ariake Arena, Tóquio Árbitro(s): ARG Hernán Casamiquela CHN Liu Jiang |
| 30 de julho 14:20 Relatório: Relatório Estatísticas | Set 4 |       |         | Ariake Arena, Tóquio Árbitro(s): ARG Hernán Casamiquela CHN Liu Jiang |
| 30 de julho 14:20 Relatório: Relatório Estatísticas | Set 5 |       |         | Ariake Arena, Tóquio Árbitro(s): ARG Hernán Casamiquela CHN Liu Jiang |

| 30 de julho 19:40 Relatório: Relatório Estatísticas | Itália | 3–1   | Irã | Ariake Arena, Tóquio Árbitro(s): SRB Vladimir Simonović DOM Denny Cespedes |
| 30 de julho 19:40 Relatório: Relatório Estatísticas | 30     | Set 1 | 28  | Ariake Arena, Tóquio Árbitro(s): SRB Vladimir Simonović DOM Denny Cespedes |
| 30 de julho 19:40 Relatório: Relatório Estatísticas | 25     | Set 2 | 21  | Ariake Arena, Tóquio Árbitro(s): SRB Vladimir Simonović DOM Denny Cespedes |
| 30 de julho 19:40 Relatório: Relatório Estatísticas | 21     | Set 3 | 25  | Ariake Arena, Tóquio Árbitro(s): SRB Vladimir Simonović DOM Denny Cespedes |
| 30 de julho 19:40 Relatório: Relatório Estatísticas | 25     | Set 4 | 21  | Ariake Arena, Tóquio Árbitro(s): SRB Vladimir Simonović DOM Denny Cespedes |
| 30 de julho 19:40 Relatório: Relatório Estatísticas | Set 5  |       |     | Ariake Arena, Tóquio Árbitro(s): SRB Vladimir Simonović DOM Denny Cespedes |

| 1 de agosto 09:00 Relatório: Relatório Estatísticas | Polônia | 3–0   | Canadá | Ariake Arena, Tóquio Árbitro(s): BRA Paulo Turci UAE Hamid Al-Rousi |
| 1 de agosto 09:00 Relatório: Relatório Estatísticas | 25      | Set 1 | 15     | Ariake Arena, Tóquio Árbitro(s): BRA Paulo Turci UAE Hamid Al-Rousi |
| 1 de agosto 09:00 Relatório: Relatório Estatísticas | 25      | Set 2 | 21     | Ariake Arena, Tóquio Árbitro(s): BRA Paulo Turci UAE Hamid Al-Rousi |
| 1 de agosto 09:00 Relatório: Relatório Estatísticas | 25      | Set 3 | 16     | Ariake Arena, Tóquio Árbitro(s): BRA Paulo Turci UAE Hamid Al-Rousi |
| 1 de agosto 09:00 Relatório: Relatório Estatísticas | Set 4   |       |        | Ariake Arena, Tóquio Árbitro(s): BRA Paulo Turci UAE Hamid Al-Rousi |
| 1 de agosto 09:00 Relatório: Relatório Estatísticas | Set 5   |       |        | Ariake Arena, Tóquio Árbitro(s): BRA Paulo Turci UAE Hamid Al-Rousi |

| 1 de agosto 16:25 Relatório: Relatório Estatísticas | Itália | 3–0   | Venezuela | Ariake Arena, Tóquio Árbitro(s): ARG Hernán Casamiquela JPN Sumie Myoi |
| 1 de agosto 16:25 Relatório: Relatório Estatísticas | 25     | Set 1 | 22        | Ariake Arena, Tóquio Árbitro(s): ARG Hernán Casamiquela JPN Sumie Myoi |
| 1 de agosto 16:25 Relatório: Relatório Estatísticas | 25     | Set 2 | 15        | Ariake Arena, Tóquio Árbitro(s): ARG Hernán Casamiquela JPN Sumie Myoi |
| 1 de agosto 16:25 Relatório: Relatório Estatísticas | 25     | Set 3 | 17        | Ariake Arena, Tóquio Árbitro(s): ARG Hernán Casamiquela JPN Sumie Myoi |
| 1 de agosto 16:25 Relatório: Relatório Estatísticas | Set 4  |       |           | Ariake Arena, Tóquio Árbitro(s): ARG Hernán Casamiquela JPN Sumie Myoi |
| 1 de agosto 16:25 Relatório: Relatório Estatísticas | Set 5  |       |           | Ariake Arena, Tóquio Árbitro(s): ARG Hernán Casamiquela JPN Sumie Myoi |

| 1 de agosto 19:40 Relatório: Relatório Estatísticas | Japão | 3–2   | Irã | Ariake Arena, Tóquio Árbitro(s): SVK Juraj Mokrý ITA Daniele Rapisarda |
| 1 de agosto 19:40 Relatório: Relatório Estatísticas | 25    | Set 1 | 21  | Ariake Arena, Tóquio Árbitro(s): SVK Juraj Mokrý ITA Daniele Rapisarda |
| 1 de agosto 19:40 Relatório: Relatório Estatísticas | 20    | Set 2 | 25  | Ariake Arena, Tóquio Árbitro(s): SVK Juraj Mokrý ITA Daniele Rapisarda |
| 1 de agosto 19:40 Relatório: Relatório Estatísticas | 29    | Set 3 | 31  | Ariake Arena, Tóquio Árbitro(s): SVK Juraj Mokrý ITA Daniele Rapisarda |
| 1 de agosto 19:40 Relatório: Relatório Estatísticas | 25    | Set 4 | 22  | Ariake Arena, Tóquio Árbitro(s): SVK Juraj Mokrý ITA Daniele Rapisarda |
| 1 de agosto 19:40 Relatório: Relatório Estatísticas | 15    | Set 5 | 13  | Ariake Arena, Tóquio Árbitro(s): SVK Juraj Mokrý ITA Daniele Rapisarda |

### Grupo B
|     |                |     | Jogos | Jogos | Jogos | Resultados | Resultados | Resultados | Resultados | Resultados | Resultados | Sets | Sets | Sets  | Pontos | Pontos | Pontos |
| Pos | Equipe         | Pts | T     | V     | D     | 3–0        | 3–1        | 3–2        | 2–3        | 1–3        | 0–3        | V    | P    | R     | V      | P      | R      |
| --- | -------------- | --- | ----- | ----- | ----- | ---------- | ---------- | ---------- | ---------- | ---------- | ---------- | ---- | ---- | ----- | ------ | ------ | ------ |
| 1   | ROC            | 12  | 5     | 4     | 1     | 2          | 2          | 0          | 0          | 1          | 0          | 13   | 5    | 2.600 | 427    | 397    | 1.076  |
| 2   | Brasil         | 10  | 5     | 4     | 1     | 1          | 1          | 2          | 0          | 0          | 1          | 12   | 8    | 1.500 | 476    | 450    | 1.058  |
| 3   | Argentina      | 8   | 5     | 3     | 2     | 1          | 0          | 2          | 1          | 1          | 0          | 12   | 10   | 1.200 | 476    | 464    | 1.026  |
| 4   | França         | 8   | 5     | 2     | 3     | 1          | 1          | 0          | 2          | 0          | 1          | 10   | 10   | 1,000 | 449    | 442    | 1.016  |
| 5   | Estados Unidos | 6   | 5     | 2     | 3     | 1          | 1          | 0          | 0          | 2          | 1          | 8    | 10   | 0.800 | 432    | 412    | 1.049  |
| 6   | Tunísia        | 1   | 5     | 0     | 5     | 0          | 0          | 0          | 1          | 1          | 3          | 3    | 15   | 0.200 | 339    | 434    | 0.781  |

Fonte: Olympics.com e FIVB
| 24 de julho 12:00 Relatório: Resultados Estatísticas | Brasil | 3–0   | Tunísia | Ariake Arena, Tóquio Árbitro(s): UAE Hamid Al-Rousi FRA Fabrice Collados |
| 24 de julho 12:00 Relatório: Resultados Estatísticas | 25     | Set 1 | 22      | Ariake Arena, Tóquio Árbitro(s): UAE Hamid Al-Rousi FRA Fabrice Collados |
| 24 de julho 12:00 Relatório: Resultados Estatísticas | 25     | Set 2 | 20      | Ariake Arena, Tóquio Árbitro(s): UAE Hamid Al-Rousi FRA Fabrice Collados |
| 24 de julho 12:00 Relatório: Resultados Estatísticas | 25     | Set 3 | 15      | Ariake Arena, Tóquio Árbitro(s): UAE Hamid Al-Rousi FRA Fabrice Collados |
| 24 de julho 12:00 Relatório: Resultados Estatísticas | Set 4  |       |         | Ariake Arena, Tóquio Árbitro(s): UAE Hamid Al-Rousi FRA Fabrice Collados |
| 24 de julho 12:00 Relatório: Resultados Estatísticas | Set 5  |       |         | Ariake Arena, Tóquio Árbitro(s): UAE Hamid Al-Rousi FRA Fabrice Collados |

| 24 de julho 14:20 Relatório: Relatório Estatísticas | ROC   | 3–1   | Argentina | Ariake Arena, Tóquio Árbitro(s): DOM Denny Cespedes BRA Paulo Turci |
| 24 de julho 14:20 Relatório: Relatório Estatísticas | 21    | Set 1 | 25        | Ariake Arena, Tóquio Árbitro(s): DOM Denny Cespedes BRA Paulo Turci |
| 24 de julho 14:20 Relatório: Relatório Estatísticas | 25    | Set 2 | 23        | Ariake Arena, Tóquio Árbitro(s): DOM Denny Cespedes BRA Paulo Turci |
| 24 de julho 14:20 Relatório: Relatório Estatísticas | 25    | Set 3 | 17        | Ariake Arena, Tóquio Árbitro(s): DOM Denny Cespedes BRA Paulo Turci |
| 24 de julho 14:20 Relatório: Relatório Estatísticas | 25    | Set 4 | 21        | Ariake Arena, Tóquio Árbitro(s): DOM Denny Cespedes BRA Paulo Turci |
| 24 de julho 14:20 Relatório: Relatório Estatísticas | Set 5 |       |           | Ariake Arena, Tóquio Árbitro(s): DOM Denny Cespedes BRA Paulo Turci |

| 24 de julho 23:00 Relatório: Relatório Estatísticas | Estados Unidos | 3–0   | França | Ariake Arena, Tóquio Árbitro(s): POL Wojciech Maroszek ARG Hernán Casamiquela |
| 24 de julho 23:00 Relatório: Relatório Estatísticas | 25             | Set 1 | 18     | Ariake Arena, Tóquio Árbitro(s): POL Wojciech Maroszek ARG Hernán Casamiquela |
| 24 de julho 23:00 Relatório: Relatório Estatísticas | 25             | Set 2 | 18     | Ariake Arena, Tóquio Árbitro(s): POL Wojciech Maroszek ARG Hernán Casamiquela |
| 24 de julho 23:00 Relatório: Relatório Estatísticas | 25             | Set 3 | 22     | Ariake Arena, Tóquio Árbitro(s): POL Wojciech Maroszek ARG Hernán Casamiquela |
| 24 de julho 23:00 Relatório: Relatório Estatísticas | Set 4          |       |        | Ariake Arena, Tóquio Árbitro(s): POL Wojciech Maroszek ARG Hernán Casamiquela |
| 24 de julho 23:00 Relatório: Relatório Estatísticas | Set 5          |       |        | Ariake Arena, Tóquio Árbitro(s): POL Wojciech Maroszek ARG Hernán Casamiquela |

| 26 de julho 11:05 Relatório: Relatório Estatísticas | Estados Unidos | 1–3   | ROC | Ariake Arena, Tóquio Árbitro(s): SVK Juraj Mokrý CHN Liu Jiang |
| 26 de julho 11:05 Relatório: Relatório Estatísticas | 23             | Set 1 | 25  | Ariake Arena, Tóquio Árbitro(s): SVK Juraj Mokrý CHN Liu Jiang |
| 26 de julho 11:05 Relatório: Relatório Estatísticas | 25             | Set 2 | 27  | Ariake Arena, Tóquio Árbitro(s): SVK Juraj Mokrý CHN Liu Jiang |
| 26 de julho 11:05 Relatório: Relatório Estatísticas | 25             | Set 3 | 21  | Ariake Arena, Tóquio Árbitro(s): SVK Juraj Mokrý CHN Liu Jiang |
| 26 de julho 11:05 Relatório: Relatório Estatísticas | 23             | Set 4 | 25  | Ariake Arena, Tóquio Árbitro(s): SVK Juraj Mokrý CHN Liu Jiang |
| 26 de julho 11:05 Relatório: Relatório Estatísticas | Set 5          |       |     | Ariake Arena, Tóquio Árbitro(s): SVK Juraj Mokrý CHN Liu Jiang |

| 26 de julho 16:25 Relatório: Relatório Estatísticas | França | 3–0   | Tunísia | Ariake Arena, Tóquio Árbitro(s): SRB Vladimir Simonović KOR Kang Joo-hee |
| 26 de julho 16:25 Relatório: Relatório Estatísticas | 25     | Set 1 | 21      | Ariake Arena, Tóquio Árbitro(s): SRB Vladimir Simonović KOR Kang Joo-hee |
| 26 de julho 16:25 Relatório: Relatório Estatísticas | 25     | Set 2 | 11      | Ariake Arena, Tóquio Árbitro(s): SRB Vladimir Simonović KOR Kang Joo-hee |
| 26 de julho 16:25 Relatório: Relatório Estatísticas | 25     | Set 3 | 21      | Ariake Arena, Tóquio Árbitro(s): SRB Vladimir Simonović KOR Kang Joo-hee |
| 26 de julho 16:25 Relatório: Relatório Estatísticas | Set 4  |       |         | Ariake Arena, Tóquio Árbitro(s): SRB Vladimir Simonović KOR Kang Joo-hee |
| 26 de julho 16:25 Relatório: Relatório Estatísticas | Set 5  |       |         | Ariake Arena, Tóquio Árbitro(s): SRB Vladimir Simonović KOR Kang Joo-hee |

| 26 de julho 22:25 Relatório: Resultados Estatísticas | Brasil | 3–2   | Argentina | Ariake Arena, Tóquio Árbitro(s): JPN Shin Muranaka MEX Luis Macias |
| 26 de julho 22:25 Relatório: Resultados Estatísticas | 19     | Set 1 | 25        | Ariake Arena, Tóquio Árbitro(s): JPN Shin Muranaka MEX Luis Macias |
| 26 de julho 22:25 Relatório: Resultados Estatísticas | 21     | Set 2 | 25        | Ariake Arena, Tóquio Árbitro(s): JPN Shin Muranaka MEX Luis Macias |
| 26 de julho 22:25 Relatório: Resultados Estatísticas | 25     | Set 3 | 16        | Ariake Arena, Tóquio Árbitro(s): JPN Shin Muranaka MEX Luis Macias |
| 26 de julho 22:25 Relatório: Resultados Estatísticas | 25     | Set 4 | 21        | Ariake Arena, Tóquio Árbitro(s): JPN Shin Muranaka MEX Luis Macias |
| 26 de julho 22:25 Relatório: Resultados Estatísticas | 16     | Set 5 | 14        | Ariake Arena, Tóquio Árbitro(s): JPN Shin Muranaka MEX Luis Macias |

| 28 de julho 11:05 Relatório: Relatório Estatísticas | Estados Unidos | 3–1   | Tunísia | Ariake Arena, Tóquio Árbitro(s): RUS Evgeny Makshanov JPN Sumie Myoi |
| 28 de julho 11:05 Relatório: Relatório Estatísticas | 25             | Set 1 | 14      | Ariake Arena, Tóquio Árbitro(s): RUS Evgeny Makshanov JPN Sumie Myoi |
| 28 de julho 11:05 Relatório: Relatório Estatísticas | 23             | Set 2 | 25      | Ariake Arena, Tóquio Árbitro(s): RUS Evgeny Makshanov JPN Sumie Myoi |
| 28 de julho 11:05 Relatório: Relatório Estatísticas | 25             | Set 3 | 14      | Ariake Arena, Tóquio Árbitro(s): RUS Evgeny Makshanov JPN Sumie Myoi |
| 28 de julho 11:05 Relatório: Relatório Estatísticas | 25             | Set 4 | 23      | Ariake Arena, Tóquio Árbitro(s): RUS Evgeny Makshanov JPN Sumie Myoi |
| 28 de julho 11:05 Relatório: Relatório Estatísticas | Set 5          |       |         | Ariake Arena, Tóquio Árbitro(s): RUS Evgeny Makshanov JPN Sumie Myoi |

| 28 de julho 14:20 Relatório: Relatório Estatísticas | Argentina | 3–2   | França | Ariake Arena, Tóquio Árbitro(s): CHN Liu Jiang ITA Daniele Rapisarda |
| 28 de julho 14:20 Relatório: Relatório Estatísticas | 23        | Set 1 | 25     | Ariake Arena, Tóquio Árbitro(s): CHN Liu Jiang ITA Daniele Rapisarda |
| 28 de julho 14:20 Relatório: Relatório Estatísticas | 25        | Set 2 | 17     | Ariake Arena, Tóquio Árbitro(s): CHN Liu Jiang ITA Daniele Rapisarda |
| 28 de julho 14:20 Relatório: Relatório Estatísticas | 25        | Set 3 | 20     | Ariake Arena, Tóquio Árbitro(s): CHN Liu Jiang ITA Daniele Rapisarda |
| 28 de julho 14:20 Relatório: Relatório Estatísticas | 15        | Set 4 | 25     | Ariake Arena, Tóquio Árbitro(s): CHN Liu Jiang ITA Daniele Rapisarda |
| 28 de julho 14:20 Relatório: Relatório Estatísticas | 15        | Set 5 | 13     | Ariake Arena, Tóquio Árbitro(s): CHN Liu Jiang ITA Daniele Rapisarda |

| 28 de julho 22:15 Relatório: Relatório Estatísticas | Brasil | 0–3   | ROC | Ariake Arena, Tóquio Árbitro(s): POL Wojciech Maroszek SRB Vladimir Simonović |
| 28 de julho 22:15 Relatório: Relatório Estatísticas | 22     | Set 1 | 25  | Ariake Arena, Tóquio Árbitro(s): POL Wojciech Maroszek SRB Vladimir Simonović |
| 28 de julho 22:15 Relatório: Relatório Estatísticas | 20     | Set 2 | 25  | Ariake Arena, Tóquio Árbitro(s): POL Wojciech Maroszek SRB Vladimir Simonović |
| 28 de julho 22:15 Relatório: Relatório Estatísticas | 20     | Set 3 | 25  | Ariake Arena, Tóquio Árbitro(s): POL Wojciech Maroszek SRB Vladimir Simonović |
| 28 de julho 22:15 Relatório: Relatório Estatísticas | Set 4  |       |     | Ariake Arena, Tóquio Árbitro(s): POL Wojciech Maroszek SRB Vladimir Simonović |
| 28 de julho 22:15 Relatório: Relatório Estatísticas | Set 5  |       |     | Ariake Arena, Tóquio Árbitro(s): POL Wojciech Maroszek SRB Vladimir Simonović |

| 30 de julho 11:05 Relatório: Relatório Estatísticas | Brasil | 3–1   | Estados Unidos | Ariake Arena, Tóquio Árbitro(s): ITA Daniele Rapisarda MEX Luis Macias |
| 30 de julho 11:05 Relatório: Relatório Estatísticas | 30     | Set 1 | 32             | Ariake Arena, Tóquio Árbitro(s): ITA Daniele Rapisarda MEX Luis Macias |
| 30 de julho 11:05 Relatório: Relatório Estatísticas | 25     | Set 2 | 23             | Ariake Arena, Tóquio Árbitro(s): ITA Daniele Rapisarda MEX Luis Macias |
| 30 de julho 11:05 Relatório: Relatório Estatísticas | 25     | Set 3 | 21             | Ariake Arena, Tóquio Árbitro(s): ITA Daniele Rapisarda MEX Luis Macias |
| 30 de julho 11:05 Relatório: Relatório Estatísticas | 25     | Set 4 | 20             | Ariake Arena, Tóquio Árbitro(s): ITA Daniele Rapisarda MEX Luis Macias |
| 30 de julho 11:05 Relatório: Relatório Estatísticas | Set 5  |       |                | Ariake Arena, Tóquio Árbitro(s): ITA Daniele Rapisarda MEX Luis Macias |

| 30 de julho 16:30 Relatório: Relatório Estatísticas | Argentina | 3–2   | Tunísia | Ariake Arena, Tóquio Árbitro(s): SVK Juraj Mokrý POL Wojciech Maroszek |
| 30 de julho 16:30 Relatório: Relatório Estatísticas | 23        | Set 1 | 25      | Ariake Arena, Tóquio Árbitro(s): SVK Juraj Mokrý POL Wojciech Maroszek |
| 30 de julho 16:30 Relatório: Relatório Estatísticas | 23        | Set 2 | 25      | Ariake Arena, Tóquio Árbitro(s): SVK Juraj Mokrý POL Wojciech Maroszek |
| 30 de julho 16:30 Relatório: Relatório Estatísticas | 25        | Set 3 | 19      | Ariake Arena, Tóquio Árbitro(s): SVK Juraj Mokrý POL Wojciech Maroszek |
| 30 de julho 16:30 Relatório: Relatório Estatísticas | 25        | Set 4 | 18      | Ariake Arena, Tóquio Árbitro(s): SVK Juraj Mokrý POL Wojciech Maroszek |
| 30 de julho 16:30 Relatório: Relatório Estatísticas | 15        | Set 5 | 8       | Ariake Arena, Tóquio Árbitro(s): SVK Juraj Mokrý POL Wojciech Maroszek |

| 30 de julho 22:35 Relatório: Relatório Estatísticas | ROC   | 1–3   | França | Ariake Arena, Tóquio Árbitro(s): JPN Shin Muranaka BRA Paulo Turci |
| 30 de julho 22:35 Relatório: Relatório Estatísticas | 21    | Set 1 | 25     | Ariake Arena, Tóquio Árbitro(s): JPN Shin Muranaka BRA Paulo Turci |
| 30 de julho 22:35 Relatório: Relatório Estatísticas | 25    | Set 2 | 20     | Ariake Arena, Tóquio Árbitro(s): JPN Shin Muranaka BRA Paulo Turci |
| 30 de julho 22:35 Relatório: Relatório Estatísticas | 17    | Set 3 | 25     | Ariake Arena, Tóquio Árbitro(s): JPN Shin Muranaka BRA Paulo Turci |
| 30 de julho 22:35 Relatório: Relatório Estatísticas | 20    | Set 4 | 25     | Ariake Arena, Tóquio Árbitro(s): JPN Shin Muranaka BRA Paulo Turci |
| 30 de julho 22:35 Relatório: Relatório Estatísticas | Set 5 |       |        | Ariake Arena, Tóquio Árbitro(s): JPN Shin Muranaka BRA Paulo Turci |

| 1 de agosto 11:05 Relatório: Relatório Estatísticas | Brasil | 3–2   | França | Ariake Arena, Tóquio Árbitro(s): POL Wojciech Maroszek CHN Liu Jiang |
| 1 de agosto 11:05 Relatório: Relatório Estatísticas | 25     | Set 1 | 22     | Ariake Arena, Tóquio Árbitro(s): POL Wojciech Maroszek CHN Liu Jiang |
| 1 de agosto 11:05 Relatório: Relatório Estatísticas | 37     | Set 2 | 39     | Ariake Arena, Tóquio Árbitro(s): POL Wojciech Maroszek CHN Liu Jiang |
| 1 de agosto 11:05 Relatório: Relatório Estatísticas | 25     | Set 3 | 17     | Ariake Arena, Tóquio Árbitro(s): POL Wojciech Maroszek CHN Liu Jiang |
| 1 de agosto 11:05 Relatório: Relatório Estatísticas | 21     | Set 4 | 25     | Ariake Arena, Tóquio Árbitro(s): POL Wojciech Maroszek CHN Liu Jiang |
| 1 de agosto 11:05 Relatório: Relatório Estatísticas | 20     | Set 5 | 18     | Ariake Arena, Tóquio Árbitro(s): POL Wojciech Maroszek CHN Liu Jiang |

| 1 de agosto 14:25 Relatório: Relatório Estatísticas | ROC   | 3–0   | Tunísia | Ariake Arena, Tóquio Árbitro(s): MEX Luis Macias USA Patricia Rolf |
| 1 de agosto 14:25 Relatório: Relatório Estatísticas | 25    | Set 1 | 22      | Ariake Arena, Tóquio Árbitro(s): MEX Luis Macias USA Patricia Rolf |
| 1 de agosto 14:25 Relatório: Relatório Estatísticas | 25    | Set 2 | 20      | Ariake Arena, Tóquio Árbitro(s): MEX Luis Macias USA Patricia Rolf |
| 1 de agosto 14:25 Relatório: Relatório Estatísticas | 25    | Set 3 | 16      | Ariake Arena, Tóquio Árbitro(s): MEX Luis Macias USA Patricia Rolf |
| 1 de agosto 14:25 Relatório: Relatório Estatísticas | Set 4 |       |         | Ariake Arena, Tóquio Árbitro(s): MEX Luis Macias USA Patricia Rolf |
| 1 de agosto 14:25 Relatório: Relatório Estatísticas | Set 5 |       |         | Ariake Arena, Tóquio Árbitro(s): MEX Luis Macias USA Patricia Rolf |

| 1 de agosto 23:00 Relatório: Relatório Estatísticas | Estados Unidos | 0–3   | Argentina | Ariake Arena, Tóquio Árbitro(s): DOM Denny Cespedes SRB Vladimir Simonović |
| 1 de agosto 23:00 Relatório: Relatório Estatísticas | 21             | Set 1 | 25        | Ariake Arena, Tóquio Árbitro(s): DOM Denny Cespedes SRB Vladimir Simonović |
| 1 de agosto 23:00 Relatório: Relatório Estatísticas | 23             | Set 2 | 25        | Ariake Arena, Tóquio Árbitro(s): DOM Denny Cespedes SRB Vladimir Simonović |
| 1 de agosto 23:00 Relatório: Relatório Estatísticas | 23             | Set 3 | 25        | Ariake Arena, Tóquio Árbitro(s): DOM Denny Cespedes SRB Vladimir Simonović |
| 1 de agosto 23:00 Relatório: Relatório Estatísticas | Set 4          |       |           | Ariake Arena, Tóquio Árbitro(s): DOM Denny Cespedes SRB Vladimir Simonović |
| 1 de agosto 23:00 Relatório: Relatório Estatísticas | Set 5          |       |           | Ariake Arena, Tóquio Árbitro(s): DOM Denny Cespedes SRB Vladimir Simonović |

## Fase final
|  | Quartas de final    | Quartas de final    |                     |   | Semifinais     | Semifinais     |  |  | Final | Final |
|  |                     |                     |                     |   |                |                |  |  |       |       |
|  | 3 de agosto de 2021 |                     |                     |   |                |                |  |  |       |       |
|  |                     |                     |                     |   |                |                |  |  |       |       |
|  | Polônia             | 2                   |                     |   |                |                |  |  |       |       |
|  | Polônia             | 2                   | 5 de agosto de 2021 |   |                |                |  |  |       |       |
|  | França              | 3                   |                     |   |                |                |  |  |       |       |
|  | França              | 3                   | França              | 3 |                |                |  |  |       |       |
|  | 3 de agosto de 2021 |                     | França              | 3 |                |                |  |  |       |       |
|  |                     | Argentina           | 0                   |   |                |                |  |  |       |       |
|  | Itália              | Argentina           | 0                   | 2 |                |                |  |  |       |       |
|  | Itália              |                     | 7 de agosto de 2021 | 2 |                |                |  |  |       |       |
|  | Argentina           | 3                   |                     |   |                |                |  |  |       |       |
|  | Argentina           | 3                   | ROC                 | 2 |                |                |  |  |       |       |
|  | 3 de agosto de 2021 |                     | ROC                 | 2 |                |                |  |  |       |       |
|  |                     | França              | 3                   |   |                |                |  |  |       |       |
|  | Brasil              | França              | 3                   | 3 |                |                |  |  |       |       |
|  | Brasil              | 5 de agosto de 2021 |                     | 3 |                |                |  |  |       |       |
|  | Japão               | 0                   |                     |   |                |                |  |  |       |       |
|  | Japão               | 0                   | Brasil              | 1 |                |                |  |  |       |       |
|  | 3 de agosto de 2021 |                     | Brasil              | 1 |                |                |  |  |       |       |
|  |                     | ROC                 | 3                   |   | Terceiro lugar | Terceiro lugar |  |  |       |       |
|  | ROC                 | ROC                 | 3                   | 3 | Terceiro lugar | Terceiro lugar |  |  |       |       |
|  | ROC                 |                     | 7 de agosto de 2021 | 3 |                |                |  |  |       |       |
|  | Canadá              | 0                   |                     |   |                |                |  |  |       |       |
|  | Canadá              | 0                   | Brasil              | 2 |                |                |  |  |       |       |
|  |                     |                     |                     |   |                |                |  |  |       |       |
|  | Argentina           | 3                   |                     |   |                |                |  |  |       |       |
|  | Argentina           | 3                   |                     |   |                |                |  |  |       |       |

### Quartas de final
| 3 de agosto 09:00 Relatório: Relatório Estatísticas | Canadá | 0–3   | ROC | Ariake Arena, Tóquio Árbitro(s): ARG Hernán Casamiquela JPN Shin Muranaka |
| 3 de agosto 09:00 Relatório: Relatório Estatísticas | 21     | Set 1 | 25  | Ariake Arena, Tóquio Árbitro(s): ARG Hernán Casamiquela JPN Shin Muranaka |
| 3 de agosto 09:00 Relatório: Relatório Estatísticas | 28     | Set 2 | 30  | Ariake Arena, Tóquio Árbitro(s): ARG Hernán Casamiquela JPN Shin Muranaka |
| 3 de agosto 09:00 Relatório: Relatório Estatísticas | 22     | Set 3 | 25  | Ariake Arena, Tóquio Árbitro(s): ARG Hernán Casamiquela JPN Shin Muranaka |
| 3 de agosto 09:00 Relatório: Relatório Estatísticas | Set 4  |       |     | Ariake Arena, Tóquio Árbitro(s): ARG Hernán Casamiquela JPN Shin Muranaka |
| 3 de agosto 09:00 Relatório: Relatório Estatísticas | Set 5  |       |     | Ariake Arena, Tóquio Árbitro(s): ARG Hernán Casamiquela JPN Shin Muranaka |

| 5 de agosto 13:00 Relatório: Relatório Estatísticas | Japão | 0–3   | Brasil | Ariake Arena, Tóquio Árbitro(s): DOM Denny Cespedes CHN Liu Jiang |
| 5 de agosto 13:00 Relatório: Relatório Estatísticas | 20    | Set 1 | 25     | Ariake Arena, Tóquio Árbitro(s): DOM Denny Cespedes CHN Liu Jiang |
| 5 de agosto 13:00 Relatório: Relatório Estatísticas | 22    | Set 2 | 25     | Ariake Arena, Tóquio Árbitro(s): DOM Denny Cespedes CHN Liu Jiang |
| 5 de agosto 13:00 Relatório: Relatório Estatísticas | 20    | Set 3 | 25     | Ariake Arena, Tóquio Árbitro(s): DOM Denny Cespedes CHN Liu Jiang |
| 5 de agosto 13:00 Relatório: Relatório Estatísticas | Set 4 |       |        | Ariake Arena, Tóquio Árbitro(s): DOM Denny Cespedes CHN Liu Jiang |
| 5 de agosto 13:00 Relatório: Relatório Estatísticas | Set 5 |       |        | Ariake Arena, Tóquio Árbitro(s): DOM Denny Cespedes CHN Liu Jiang |

| 3 de agosto 17:00 Relatório: Relatório Estatísticas | Itália | 2–3   | Argentina | Ariake Arena, Tóquio Árbitro(s): SRB Vladimir Simonović POL Wojciech Maroszek |
| 3 de agosto 17:00 Relatório: Relatório Estatísticas | 25     | Set 1 | 21        | Ariake Arena, Tóquio Árbitro(s): SRB Vladimir Simonović POL Wojciech Maroszek |
| 3 de agosto 17:00 Relatório: Relatório Estatísticas | 23     | Set 2 | 25        | Ariake Arena, Tóquio Árbitro(s): SRB Vladimir Simonović POL Wojciech Maroszek |
| 3 de agosto 17:00 Relatório: Relatório Estatísticas | 22     | Set 3 | 25        | Ariake Arena, Tóquio Árbitro(s): SRB Vladimir Simonović POL Wojciech Maroszek |
| 3 de agosto 17:00 Relatório: Relatório Estatísticas | 25     | Set 4 | 14        | Ariake Arena, Tóquio Árbitro(s): SRB Vladimir Simonović POL Wojciech Maroszek |
| 3 de agosto 17:00 Relatório: Relatório Estatísticas | 12     | Set 5 | 15        | Ariake Arena, Tóquio Árbitro(s): SRB Vladimir Simonović POL Wojciech Maroszek |

| 3 de agosto 21:30 Relatório: Relatório Estatísticas | Polônia | 2–3   | França | Ariake Arena, Tóquio Árbitro(s): SVK Juraj Mokrý ITA Daniele Rapisarda |
| 3 de agosto 21:30 Relatório: Relatório Estatísticas | 25      | Set 1 | 21     | Ariake Arena, Tóquio Árbitro(s): SVK Juraj Mokrý ITA Daniele Rapisarda |
| 3 de agosto 21:30 Relatório: Relatório Estatísticas | 22      | Set 2 | 25     | Ariake Arena, Tóquio Árbitro(s): SVK Juraj Mokrý ITA Daniele Rapisarda |
| 3 de agosto 21:30 Relatório: Relatório Estatísticas | 25      | Set 3 | 21     | Ariake Arena, Tóquio Árbitro(s): SVK Juraj Mokrý ITA Daniele Rapisarda |
| 3 de agosto 21:30 Relatório: Relatório Estatísticas | 21      | Set 4 | 25     | Ariake Arena, Tóquio Árbitro(s): SVK Juraj Mokrý ITA Daniele Rapisarda |
| 3 de agosto 21:30 Relatório: Relatório Estatísticas | 9       | Set 5 | 15     | Ariake Arena, Tóquio Árbitro(s): SVK Juraj Mokrý ITA Daniele Rapisarda |

### Semifinal
| 5 de agosto 13:00 Relatório: Relatório Estatísticas | Brasil | 1–3   | ROC | Ariake Arena, Tóquio Árbitro(s): ITA Daniele Rapisarda POL Wojciech Maroszek |
| 5 de agosto 13:00 Relatório: Relatório Estatísticas | 25     | Set 1 | 18  | Ariake Arena, Tóquio Árbitro(s): ITA Daniele Rapisarda POL Wojciech Maroszek |
| 5 de agosto 13:00 Relatório: Relatório Estatísticas | 21     | Set 2 | 25  | Ariake Arena, Tóquio Árbitro(s): ITA Daniele Rapisarda POL Wojciech Maroszek |
| 5 de agosto 13:00 Relatório: Relatório Estatísticas | 24     | Set 3 | 26  | Ariake Arena, Tóquio Árbitro(s): ITA Daniele Rapisarda POL Wojciech Maroszek |
| 5 de agosto 13:00 Relatório: Relatório Estatísticas | 23     | Set 4 | 25  | Ariake Arena, Tóquio Árbitro(s): ITA Daniele Rapisarda POL Wojciech Maroszek |
| 5 de agosto 13:00 Relatório: Relatório Estatísticas | Set 5  |       |     | Ariake Arena, Tóquio Árbitro(s): ITA Daniele Rapisarda POL Wojciech Maroszek |

| 5 de agosto 21:00 Relatório: Relatório Estatísticas | França | 3–0   | Argentina | Ariake Arena, Tóquio Árbitro(s): JPN Shin Muranaka CHN Liu Jiang |
| 5 de agosto 21:00 Relatório: Relatório Estatísticas | 25     | Set 1 | 22        | Ariake Arena, Tóquio Árbitro(s): JPN Shin Muranaka CHN Liu Jiang |
| 5 de agosto 21:00 Relatório: Relatório Estatísticas | 25     | Set 2 | 19        | Ariake Arena, Tóquio Árbitro(s): JPN Shin Muranaka CHN Liu Jiang |
| 5 de agosto 21:00 Relatório: Relatório Estatísticas | 25     | Set 3 | 22        | Ariake Arena, Tóquio Árbitro(s): JPN Shin Muranaka CHN Liu Jiang |
| 5 de agosto 21:00 Relatório: Relatório Estatísticas | Set 4  |       |           | Ariake Arena, Tóquio Árbitro(s): JPN Shin Muranaka CHN Liu Jiang |
| 5 de agosto 21:00 Relatório: Relatório Estatísticas | Set 5  |       |           | Ariake Arena, Tóquio Árbitro(s): JPN Shin Muranaka CHN Liu Jiang |

### Disputa pelo bronze
| 7 de agosto 13:30 Relatório: Relatório Estatísticas | Argentina | 3–2   | Brasil | Ariake Arena, Tóquio Árbitro(s): POL Wojciech Maroszek FRA Fabrice Collados |
| 7 de agosto 13:30 Relatório: Relatório Estatísticas | 25        | Set 1 | 23     | Ariake Arena, Tóquio Árbitro(s): POL Wojciech Maroszek FRA Fabrice Collados |
| 7 de agosto 13:30 Relatório: Relatório Estatísticas | 20        | Set 2 | 25     | Ariake Arena, Tóquio Árbitro(s): POL Wojciech Maroszek FRA Fabrice Collados |
| 7 de agosto 13:30 Relatório: Relatório Estatísticas | 20        | Set 3 | 25     | Ariake Arena, Tóquio Árbitro(s): POL Wojciech Maroszek FRA Fabrice Collados |
| 7 de agosto 13:30 Relatório: Relatório Estatísticas | 25        | Set 4 | 17     | Ariake Arena, Tóquio Árbitro(s): POL Wojciech Maroszek FRA Fabrice Collados |
| 7 de agosto 13:30 Relatório: Relatório Estatísticas | 15        | Set 5 | 13     | Ariake Arena, Tóquio Árbitro(s): POL Wojciech Maroszek FRA Fabrice Collados |

### Final
| 7 de agosto 21:15 Relatório: Relatório Estatísticas | França | 3–2   | ROC | Ariake Arena, Tóquio Árbitro(s): SRB Vladimir Simonović BRA Paulo Turci |
| 7 de agosto 21:15 Relatório: Relatório Estatísticas | 25     | Set 1 | 23  | Ariake Arena, Tóquio Árbitro(s): SRB Vladimir Simonović BRA Paulo Turci |
| 7 de agosto 21:15 Relatório: Relatório Estatísticas | 25     | Set 2 | 17  | Ariake Arena, Tóquio Árbitro(s): SRB Vladimir Simonović BRA Paulo Turci |
| 7 de agosto 21:15 Relatório: Relatório Estatísticas | 21     | Set 3 | 25  | Ariake Arena, Tóquio Árbitro(s): SRB Vladimir Simonović BRA Paulo Turci |
| 7 de agosto 21:15 Relatório: Relatório Estatísticas | 21     | Set 4 | 25  | Ariake Arena, Tóquio Árbitro(s): SRB Vladimir Simonović BRA Paulo Turci |
| 7 de agosto 21:15 Relatório: Relatório Estatísticas | 15     | Set 5 | 12  | Ariake Arena, Tóquio Árbitro(s): SRB Vladimir Simonović BRA Paulo Turci |

## Classificação final
| Pos.              | Seleção        |
| ----------------- | -------------- |
| Medalha de ouro   | França         |
| Medalha de prata  | ROC            |
| Medalha de bronze | Argentina      |
| 4                 | Brasil         |
| 5                 | Polônia        |
| 6                 | Itália         |
| 7                 | Japão          |
| 8                 | Canadá         |
| 9                 | Irã            |
| 10                | Estados Unidos |
| 11                | Tunísia        |
| 12                | Venezuela      |

### Seleção do torneio
| Posição               | Jogador               |
| --------------------- | --------------------- |
| Melhor levantador     | Luciano De Cecco      |
| Melhores ponteiros    | Earvin N'Gapeth       |
| Melhores ponteiros    | Egor Kliuka           |
| Melhores bloqueadores | Ivan Iakovlev         |
| Melhores bloqueadores | Barthélémy Chinenyeze |
| Melhor oposto         | Maxim Mikhaylov       |
| Melhor líbero         | Jenia Grebennikov     |
| MVP                   | Earvin N'Gapeth       |